# Mistretta (Marskrater)
Der Krater Mistretta  befindet sich im Grenzgebiet von Claritas Fossae und Daedalia Planum auf dem Mars. Er misst etwa 17 km im Durchmesser und wurde nach einer Stadt in Sizilien benannt. Der Krater Mistretta und die ihn umgebende Hochlandebene Daedalia Planum wurden von Lavaströmen überflutet, die vom Vulkan Arsia Mons stammen. Arsia Mons ist fast 17,7 Kilometer hoch und liegt ca. 900 Kilometer nordwestlich des Mistretta Kraters.